# العلاقات الليتوانية الميانمارية
العلاقات الليتوانية الميانمارية هي العلاقات الثنائية التي تجمع بين ليتوانيا وميانمار.

## مقارنة بين البلدين
هذه مقارنة عامة ومرجعية للدولتين:
| وجه المقارنة                                              | ليتوانيا                                                    | ميانمار          |
| --------------------------------------------------------- | ----------------------------------------------------------- | ---------------- |
| المساحة (كم2)                                             | 65.30 ألف                                                   | 676.58 ألف       |
| عدد السكان (نسمة)                                         | 2.79 مليون                                                  | 53.37 مليون      |
| الكثافة السكانية (ن./كم²)                                 | 42.73                                                       | 78.88            |
| العاصمة                                                   | فيلنيوس، كاوناس                                             | نايبيداو، يانغون |
| اللغة الرسمية                                             | اللغة الليتوانية                                            | اللغة البورمية   |
| العملة                                                    | ليتاس ليتواني، يورو                                         | كيات ميانماري    |
| الناتج المحلي الإجمالي (بليون دولار)                      | 47.17 مليار                                                 | 69.32 مليار      |
| الناتج المحلي الإجمالي (تعادل القوة الشرائية) بليون دولار | 84.06 مليار                                                 | 282.95 مليار     |
| الناتج المحلي الإجمالي الاسمي للفرد دولار أمريكي          | 14.15 ألف                                                   | 1.16 ألف         |
| الناتج المحلي الإجمالي للفرد دولار أمريكي                 | 27.69 ألف                                                   |                  |
| مؤشر التنمية البشرية                                      | 0.839                                                       | 0.536            |
| رمز المكالمات الدولي                                      | +370                                                        | +95              |
| رمز الإنترنت                                              | .lt                                                         | .mm              |
| المنطقة الزمنية                                           | ت ع م+02:00، ت ع م+03:00، أوروبا/فيلنيوس ‏، توقيت شرق أوروبا | ت ع م+06:30      |

## منظمات دولية مشتركة
يشترك البلدان في عضوية مجموعة من المنظمات الدولية، منها:
| علم المنظمة | اسم المنظمة                        | تاريخ انضمام ليتوانيا | تاريخ انضمام ميانمار |
| ----------- | ---------------------------------- | --------------------- | -------------------- |
|             | مؤسسة التنمية الدولية              | 23 سبتمبر 2011        | 5 نوفمبر 1962        |
|             | يونسكو                             | 7 أكتوبر 1991         | 27 يونيو 1949        |
|             | مؤسسة التمويل الدولية              | 15 يناير 1993         | 3 ديسمبر 1956        |
|             | منظمة حظر الأسلحة الكيميائية       | ?                     | ?                    |
|             | الأمم المتحدة                      | 17 سبتمبر 1991        | 19 أبريل 1948        |
|             | الاتحاد الدولي للاتصالات           | 1 يوليو 1923          | 15 سبتمبر 1937       |
|             | منظمة الشرطة الجنائية الدولية      | ?                     | ?                    |
|             | البنك الدولي للإنشاء والتعمير      | 6 يوليو 1992          | 3 يناير 1952         |
|             | الاتحاد البريدي العالمي            | ?                     | ?                    |
|             | وكالة ضمان الاستثمار متعدد الأطراف | 8 يونيو 1993          | 16 ديسمبر 2013       |
|             | منظمة التجارة العالمية             | ?                     | ?                    |

## وصلات خارجية
- موقع وزارة الخارجية الليتوانية
- موقع وزارة الخارجية الميانمارية